# レベッカ・フォースダット
レベッカ・フォースダット（Rebecca Forstadt、1953年12月16日 - ） は、アメリカ合衆国の女性声優、産業コーチ、ブログデザイナー。
別名リーバ・ウエスト（Reba West）、レベッカ・オルコウスキー(Rebecca Olkowski)。SAG-AFTRA（旧：映画俳優組合・テレビラジオ芸能人連盟）会員。

## 人物
コロラド州デンバー出身。オレンジ・コースト・カレッジにて劇場の学位を取得。リー・ストラスバーグ劇場研究所、オセティンスキー・シアターラボ、ステージス・トライリンガル・シアターなどでも演技を学ぶ。
1981年から女優として活動。1983年に上演された舞台『Ionesco's Tales』ではドロマ・ローグ・アワードを受賞しており、『Leonce and Lena』でも同賞を受賞している。
『ロボテック』のリン・ミンメイ役で声優デビュー。声優デビューのきっかけは子供の声を出せる者を求める広告を見たことだという。
芸能関係以外では2001年から2008年までにメアリーケイにてダイレクトセールス関係の仕事をし、2009年から2011年までCEOスペース・サン フェルナンド バレーでネットワークコネクタを勤め、2010年からブログデザイン事業、Sharp Biz Imageを立ち上げている。

## 出演作品
※太字はメインキャラクター

### テレビアニメ
1985年
- アニメ80日間世界一周（ロミー姫）
- Captain Harlock and The Queen of a Thousand Years（マヤ）
- ロボテック（リン・ミンメイ）※リーバ・ウェスト名義
- ワンワン三銃士（ジュリエット）

1988年
- 愛の若草物語（エイミー・マーチ）
- けろっこデメタン

1989年
- ドラゴンボール（餃子）
- The Return of Dogtanian（ジュリエット）

1994年
- 夢の星のボタンノーズ（ボタンノーズ）

1999年
- カウボーイビバップ
- 新・天地無用!（九羅密美星）
- ヘイ・アーノルド!（シンディ）

2000年
- 星方武侠アウトロースター（アイリス）
- 課長王子
- 魔法騎士レイアース（プリメーラ）※リーバ・ウェスト名義
- るろうに剣心 -明治剣客浪漫譚-（恵比寿マリモ）

2001年
- 怪盗セイント・テール（マリ）
- デジモンテイマーズ（アイ）
- HAND MAID メイ（サイバドール・レナ）
- 吸血姫美夕（森下五月、藤村優希）

2002年
- 風まかせ月影蘭（ぎん）
- SAMURAI GIRL リアルバウトハイスクール（鬼塚美雪）※リーバ・ウェスト名義
- ラブひな（成瀬川メイ）

2003年
- おねがい☆ティーチャー（水澄楓〈2代目〉）
- サイボーグ009 THE CYBORG SOLDIER（アリス）
- 人造人間キカイダー THE ANIMATION（女）
- ちっちゃな雪使いシュガー（シュガー）※リーバ・ウェスト名義
- まほろまてぃっく〜もっと美しいもの〜（大江千鶴子〈第1 - 4、12 - 14話〉）
- ラブひなクリスマスSPECIAL! 〜サイレント・イブ〜（成瀬川メイ）
- ラブひな春スペシャル 〜キミサクラチルナカレ!!〜（成瀬川メイ）
- ルパン三世 (TV第2シリーズ)（アリス・ヘンダーソン）
- ワイルドアームズ トワイライトヴェノム（ニーザ）

2004年
- おねがい☆ツインズ（水澄楓）
- 旋風の用心棒（田野倉美雪）
- 攻殻機動隊 STAND ALONE COMPLEX（タチコマ）
- 天地無用! GXP（柾木阿重霞樹雷、九羅密美星、エルマ）
- まほろまてぃっく TVスペシャル えっちなのはいけないと思います!（大江千鶴子）

2005年
- 攻殻機動隊 S.A.C. 2nd GIG（タチコマ）
- 金色のガッシュベル!!（ルシカ）
- 花右京メイド隊 La Vérité（れもん）
- 瓶詰妖精（たまちゃん）

2006年
- 神無月の巫女（コロナ）

2007年
- 今日からマ王!（グレタ）
- 攻殻機動隊 STAND ALONE COMPLEX Solid State Society（タチコマ）
- ひぐらしのなく頃に（古手梨花）※リーバ・ウェスト名義
- ローゼンメイデン（翠星石）
- ローゼンメイデン トロイメント（翠星石）

2008年
- コードギアス 反逆のルルーシュ（ナナリー・ランペルージ）
- コードギアス 反逆のルルーシュR2（ナナリー・ランペルージ）

2009年
- コードギアス 反逆のルルーシュR2（ミーヤ・I・ヒルミック）
- らき☆すた（泉かなた、宮河ひかけ）

2011年
- ローゼンメイデン オーベルテューレ（翠星石）

### 劇場アニメ
1989年
- ドラゴンボール 摩訶不思議大冒険（餃子）

1998年
- アンツ
- 天地無用!真夏のイヴ（九羅密美星）

1999年
- 機動戦士ガンダム（キッカ・キタモト）
- 機動戦士ガンダムII 哀・戦士編（キッカ・キタモト）
- 機動戦士ガンダムIII めぐりあい宇宙編（キッカ・キタモト）
- 天地無用! in Love 2 - 遙かなる想い（九羅密美星）

2000年
- BLOOD THE LAST VAMPIRE（シャロン）

2001年
- AKIRA（ニュースキャスター）※リーバ・ウェスト名義
- メトロポリス（ティマ）
- リトル・ポーラ・ベア/しろくまラルス 新しい冒険（アンナ）

2002年
- ARMITAGE DUAL-MATRIX（ヨーコ）

2010年
- The Mr. Men Movie（クスクスちゃん）※アメリカ英語版

### OVA
1987年
- 魔法のプリンセスミンキーモモ夢の中の輪舞（ミンキー・モモ）

1989年
- BIRTH（女の子）

1992年
- 3×3 EYES（パイ）

1995年
- 魔法少女プリティサミー（河合ちひろ〈2代目〉）

1997年
- 3×3 EYES 聖魔伝説（パイ）

1998年
- バトルアスリーテス大運動会（子供の頃の神崎あかり、子供）

2002年
- ふしぎ遊戯 永光伝（長生）

2003年
- ゲートキーパーズ21（五十鈴綾音）
- ラブひなAgain（成瀬川メイ）

2004年
- でたとこプリンセス（アニー）
- URDA（鈴久まりも）
- エイケン エイケンヴより愛をこめて（春町小萌、諸岡京子）

2005年
- タチコマな日々（タチコマ）
- 天地無用! 魎皇鬼 第三期（九羅密美星）

2006年
- 天地無用! 魎皇鬼 第三期プラス1（九羅密美星）

2007年
- 戦闘妖精少女 たすけて! メイヴちゃん（ファーンI）

### ゲーム
2002年
- ロボテック・バトルクライ（リン・ミンメイ）

2003年
- .hack//感染拡大 Vol.1
- .hack//悪性変異 Vol.2

2004年
- 攻殻機動隊 STAND ALONE COMPLEX（タチコマ）
- .hack//侵食汚染 Vol.3

2005年
- .hack//絶対包囲 Vol.4

2014年
- スーパーダンガンロンパ2 さよなら絶望学園（モノミ / ウサミ）

### 特撮
1994年
- パワーレンジャー（ノミモンスターの声）※ノンクレジット

1995年
- マスクド・ライダー（オクトセクトの声）※リーバ・ウェスト名義

2001年
- パワーレンジャー・タイムフォース（コンピューターの声）

2002年
- パワーレンジャー・ワイルドフォース（ニュースキャスターの声）※ノンクレジット

### テレビドラマ
出演年不明
- Dr.マーク・スローン（声）
- バフィー 〜恋する十字架〜（声）
- Falcon Crest（声）
- 冒険野郎マクガイバー（声）

1983年
- ヒルストリート・ブルース（見物人の女）

1985年
- セント・エルスウェア（ルーシー）

1986年
- L.A.ロー 七人の弁護士（ウェイトレス）

### 実写映画
1985年
- マッド・ガールズ/一獲千金セクシー珍道中（カレン）

1987年
- インナースペース（声）

1992年
- Round Numbers（受付）

1993年
- 潮風とベーコンサンドとヘミングウェイ（声）

1994年
- サンタクローズ（声）
- ビバリーヒルズ・コップ3（声）

1998年
- ドクター・ドリトル（声）

### 吹き替え
1989年
- ハロー・スペンサー（ペギー）

2001年
- 黒の天使 Vol.1（天岡千明（小野みゆき））

### 歌
- We will win
- 夢の中の指輪（英語版）

### 舞台
1983年
- Ionesco's Tales（ジョゼット）

1985年
- Leonce and Lena（レーナ）

### イベント出演
2002年
- スゴイコン

2003年
- スゴイコン

### その他
2008年
- アドベンチャーズ・イン・ボイス・アクティング（本人出演）

## 参加作品

### テレビアニメ（スタッフ）
1999年
- デジモンアドベンチャー（台本）

2000年
- デジモンアドベンチャー02（台本）

2001年
- デジモンテイマーズ（台本）
- Night Walker -真夜中の探偵-（ADR台本）
- るろうに剣心 -明治剣客浪漫譚-（ADR台本）

2002年
- 鉄コミュニケイション（ADR台本）
- SAMURAI GIRL リアルバウトハイスクール（ADR台本）

2003年
- アルジェントソーマ（ADR台本）
- ワイルドアームズ トワイライトヴェノム（台本脚色）